# Tiberio Cruz
Tiberio Cruz Fortunato (ur. 15 grudnia 1976 w Barrancabermeja, w Kolumbii) – kolumbijski aktor telewizyjny i model.

## Filmografia

### telenowele
- 1998: ¡Ay cosita linda mamá! jako Alex
- 1999: Niech cię Bóg błogosławi (Dios se lo pague) jako Fredy
- 2003: Amor a la plancha jako Hernán Cachón
- 2006: Królowie (Los Reyes) jako Edgar Galindo
- 2008: Doña Bárbara jako Pajarote
- 2008: Zdrada i miłość (La Traición) jako Hercules
- 2009: Victorinos jako Gary Estupiñan
- 2009: Odmienić los (Bella Calamidades) jako Román Galeano, syn Reginy
- 2010: Pustynna miłość (El Clon) jako Zein
- 2010: Nauczyciel języka angielskiego (La Teacher de Inglés) jako Diego Diego